# Tiburon (Haiti)
Tiburon este o comună din arondismentul Les Chardonnières, departamentul Sud, Haiti, cu o suprafață de 147,21 km2 și o populație de 21.170 locuitori (2009).